# Пхоксундо (озеро)
Пхоксундо (непальск. फोक्सुण्डो ताल) — горное озеро на северо-западе центральной части Непала. Расположено в районе Долпа зоны Карнали, на территории национального парка Шей-Пхоксундо, на высоте 3612 м над уровнем моря.
Озеро составляет примерно 5,2 км в длину и 0,8 км в ширину. Площадь водного зеркала составляет 494 га; максимальная глубина — 145 м. Объём воды озера — 409 000 000 м³. В 2007 году озеро Пхоксундо стало охраняемым объектом согласно Рамсарской конвенции. Вблизи южного берега озера расположена деревня Рингмо. Деревня находится на оползне, который сошёл примерно 30 000 — 40 000 лет назад, перегородив долину, в результате чего озеро и было образовано.
На южной оконечности озера имеется более 20 ступ, а на восточном берегу — гомпа.